# Valdemārpils
Valdemārpils (bis 1926 Sasmaka, deutsch Saßmacken) ist eine Stadt im Nordwesten Lettlands in der Landschaft Kurland, gelegen am langgezogenen Sasmakasee. Im Jahre 2022 zählte Valdemārpils 1.114 Einwohner.

## Geschichte
Um den Ort wurden unter anderem Reste skandinavischer Drachenschiffe gefunden. 1231 wird in einem Dokument die kurische Siedlung erwähnt. Diese gehörte ab 1253 zum Bistum Kurland. 1580 wird Saßmacken als „Sansmagen“ erstmals urkundlich erwähnt. Es wird vermutet, dass sich der Handelsplatz nach 1570 bildete, als Bischof Magnus den Juden erlaubte, sich im Bistum niederzulassen.
Durch den wirtschaftlichen Aufschwung während der Zeit Jakob Kettlers entwickelte sich auch Saßmacken, welches 1646 eine Kirche und 1656 Marktrechte erhielt. Die Handelswaren wurden den Fluss Roja hinunter zum gleichnamigen Hafen Roja verschifft. Im Zweiten Nordischen Krieg wurde die Gegend von den Schweden verwüstet und in der Pest-Epidemie 1711 während des großen Nordischen Krieges starb der Ort fast aus.
1795 fiel Saßmacken als Teil des Herzogtums Kurland an das Russische Kaiserreich und gehörte fortan zum Gouvernement Kurland. Der Handel lebte wieder auf. 1863 waren 1182 (83,1 %) Einwohner jüdischen Glaubens. Saßmacken galt als die „jüdische Hauptstadt“ Kurlands. Neben der Synagoge gab es je eine lutherische und eine orthodoxe Kirche. Außerdem bestanden verschiedene Schulen und Lehranstalten.
Im Ersten Weltkrieg war Kurland ab 1915 von der Deutschen Armee besetzt. Anfang 1917 wurde eine 600-mm-Schmalspurbahnstrecke zwischen Valdgale (Waldegahlen) und Roja mit Zwischenhalt in Saßmacken errichtet, das Stadtrechte erhielt. Die Bahnstrecke wurde 1963 stillgelegt.
Im nunmehr unabhängigen Lettland änderte sich nach 1920 die Bevölkerungszusammensetzung grundlegend durch den Zuzug von Letten (1935: 82 %) und die Abwanderung vieler Juden und Deutschbalten.
1926 wurde die Stadt zu Ehren von Krišjānis Valdemārs, des Journalisten, Schriftstellers und Gründers der Bewegung der Jungletten, der in jungen Jahren Lehrer in Saßmacken gewesen war, in „Valdemārpils“ umbenannt. In den 1930er Jahren erfuhr die Stadt einen wirtschaftlichen Aufschwung.
Im Zweiten Weltkrieg wurde der Ort zuerst von der Roten Armee (1940) und dann von der deutschen Wehrmacht (1941–1945) besetzt. In der Zeit der Lettischen SSR existierten verschiedene Industriebetriebe.

## Sehenswürdigkeiten
- Die Lutherische Kirche von Valdemārpils wurde 1646 errichtet[4]
- Das heute von einer Gemeinde der Pfingstbewegung genutzte Gotteshaus wurde von 1889 bis 1890 als orthodoxe Kirche erbaut[5].
- Die ehemalige Synagoge von Valdemārpils wurde um 1830 errichtet[6]
- Das Denkmal für Krišjānis Valdemārs im Stadtzentrum wurde am 18. November 1993 enthüllt (Bildhauer Dz. Jansone)[7].
- Das bei der Siedlung Dižliepas nordöstlich des Stadtzentrums in einem Park in der Nähe des Sasmakasees gelegene Herrenhaus Saßmacken wurde 1886 erbaut. Das 1582 erstmals in Schriften erwähnte Gut Saßmacken gehörte im 17. Jahrhundert der Familie Zoege von Manteuffel, im 18. Jahrhundert der Familie Hohenastenberg genannt Wigandt, dann der Familie von Saß und zuletzt bis zur Enteignung 1920 der Familie von Heyking. Das Gebäude wurde dann als Schule genutzt und steht derzeit leer[8].

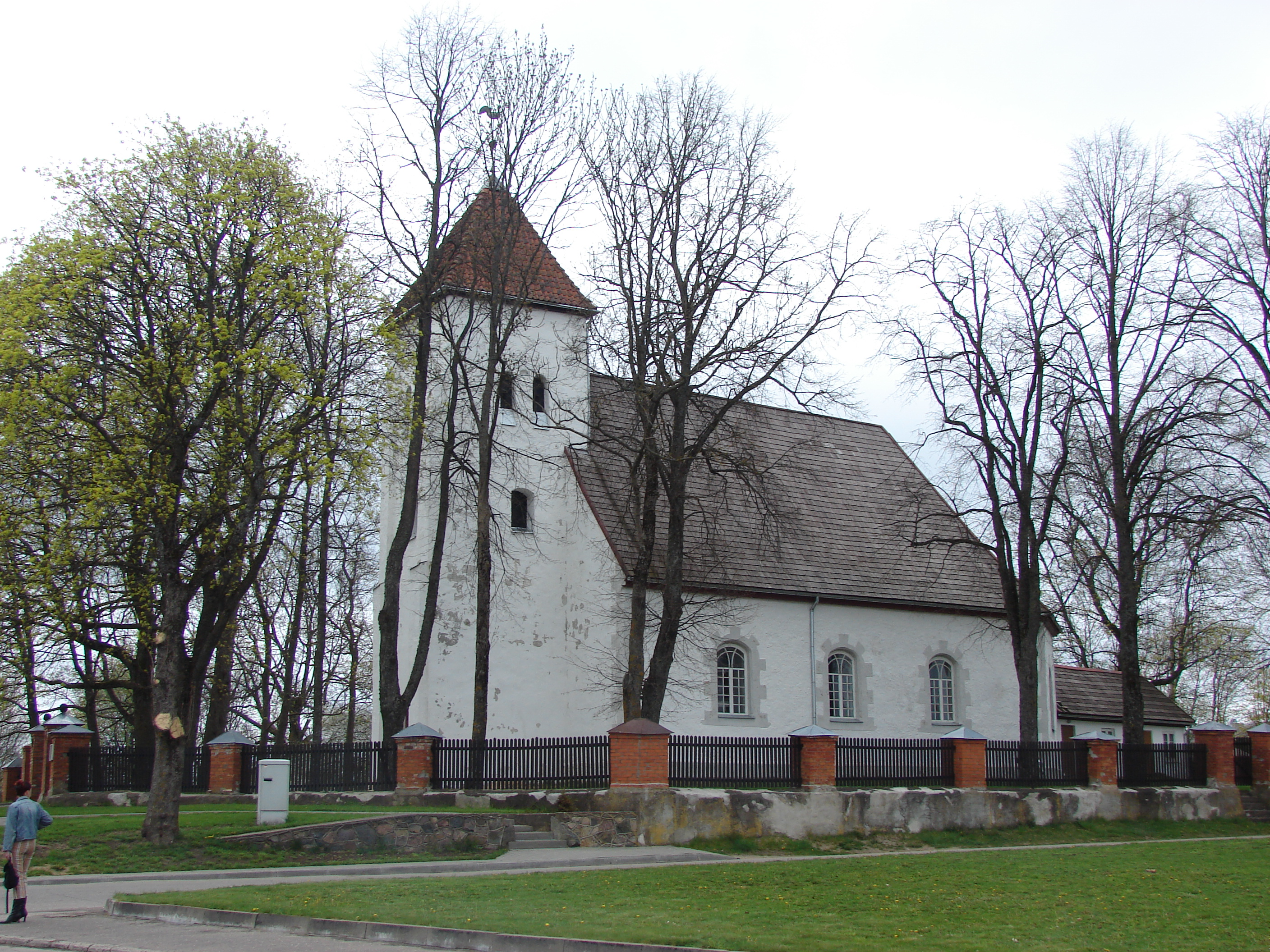
Evangelisch-lutherische Kirche zu Valdemārpils
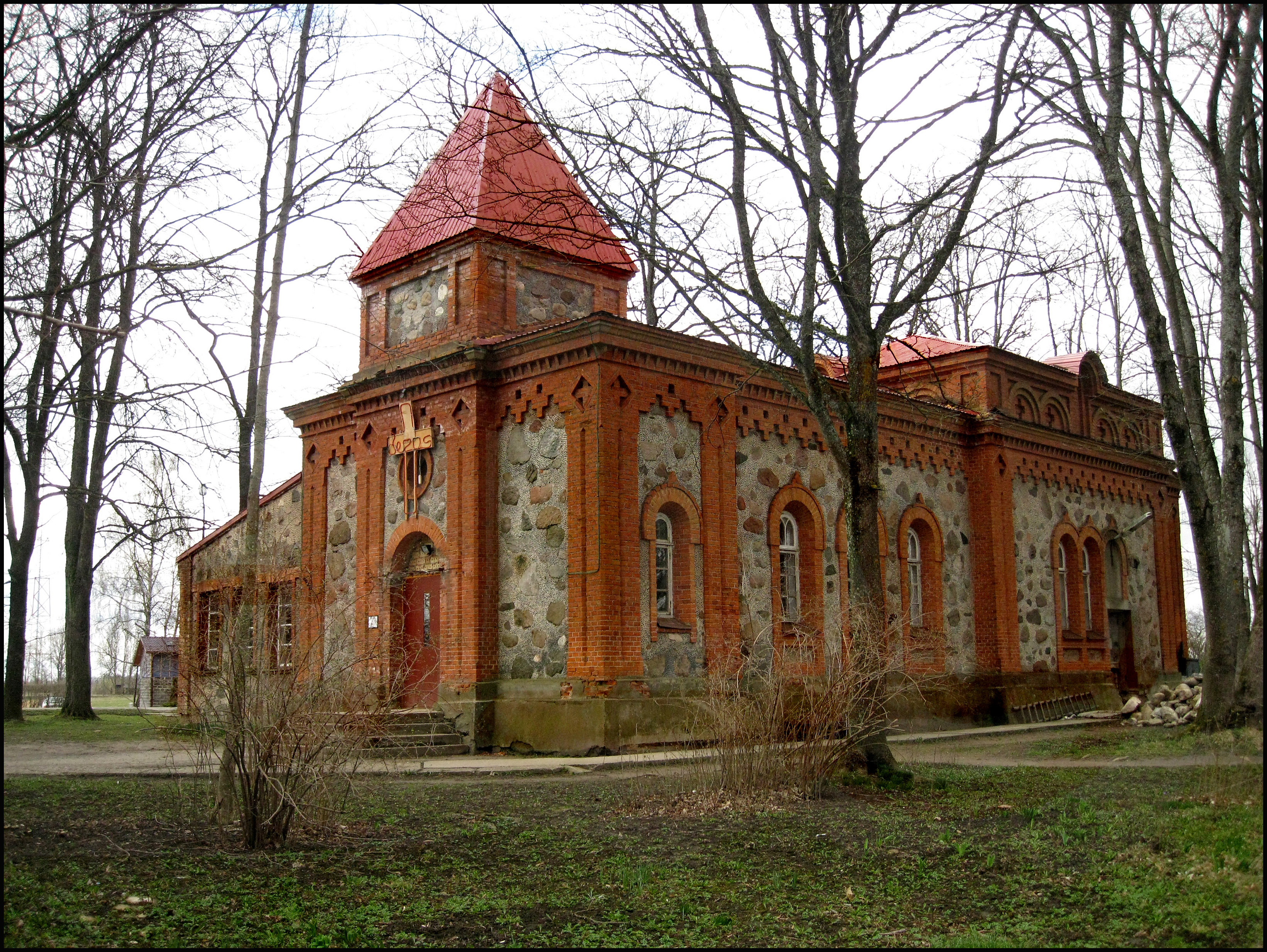
Pfingstkirche
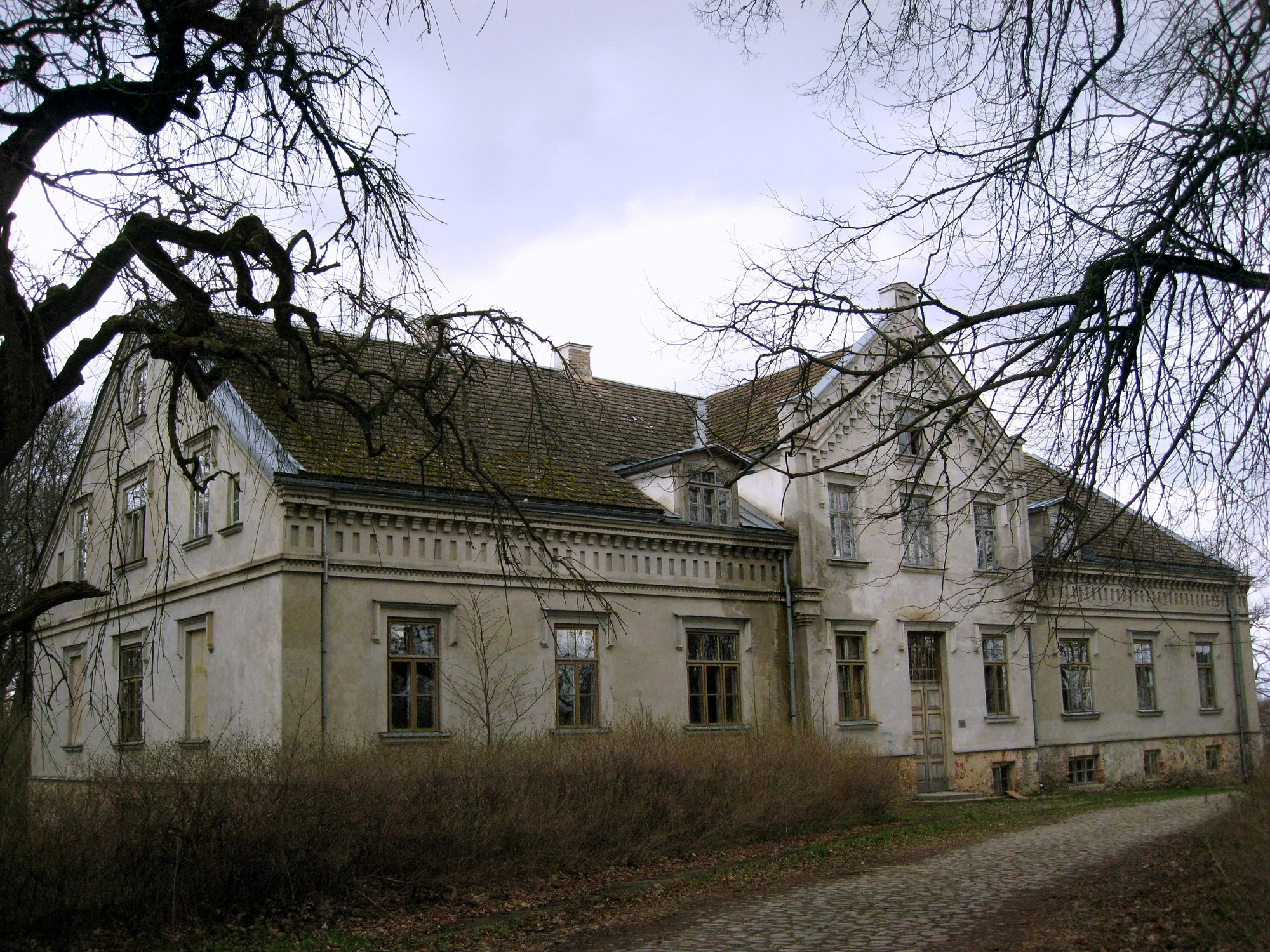
Herrenhaus Saßmacken
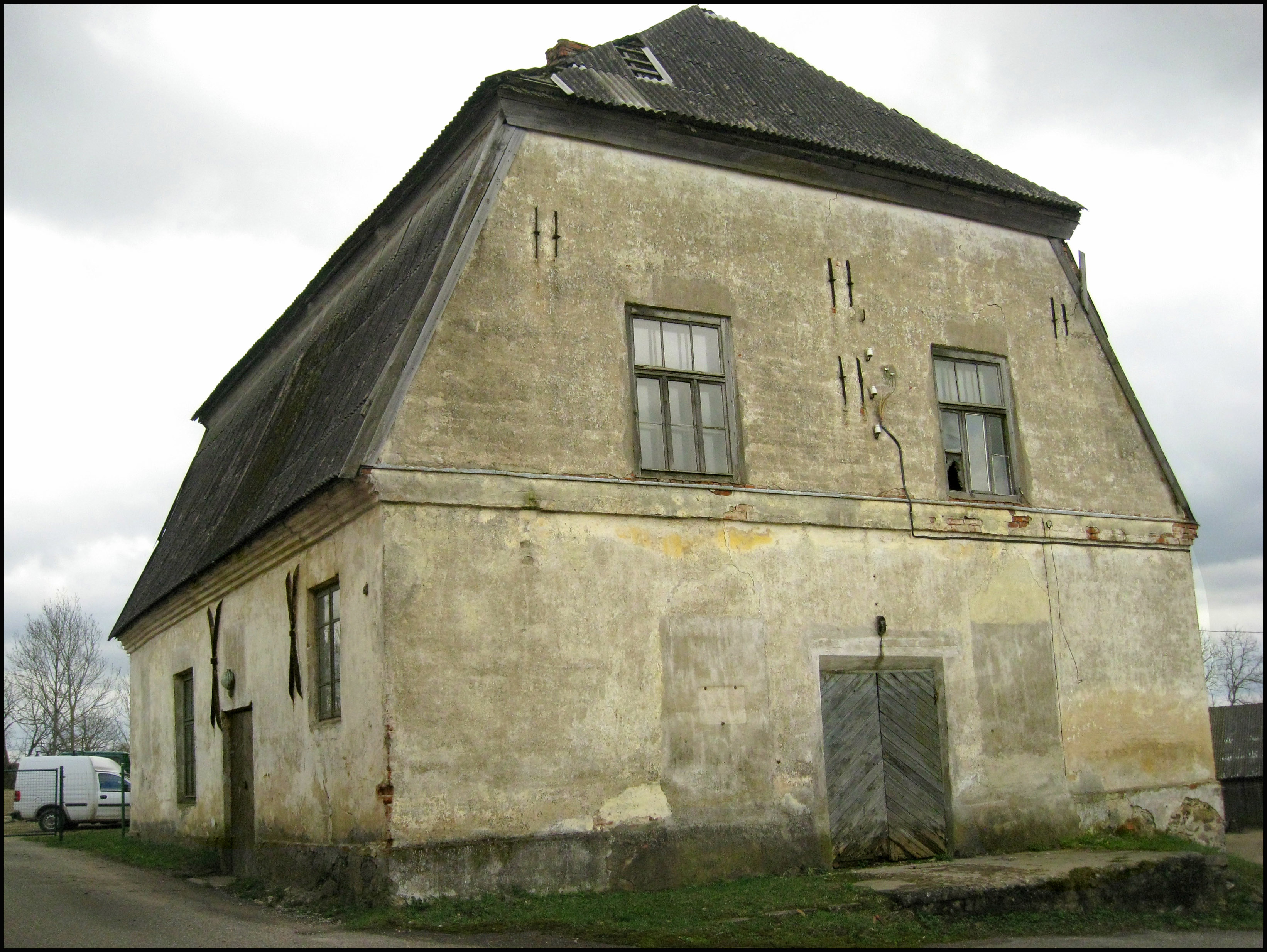
Ehemalige Synagoge
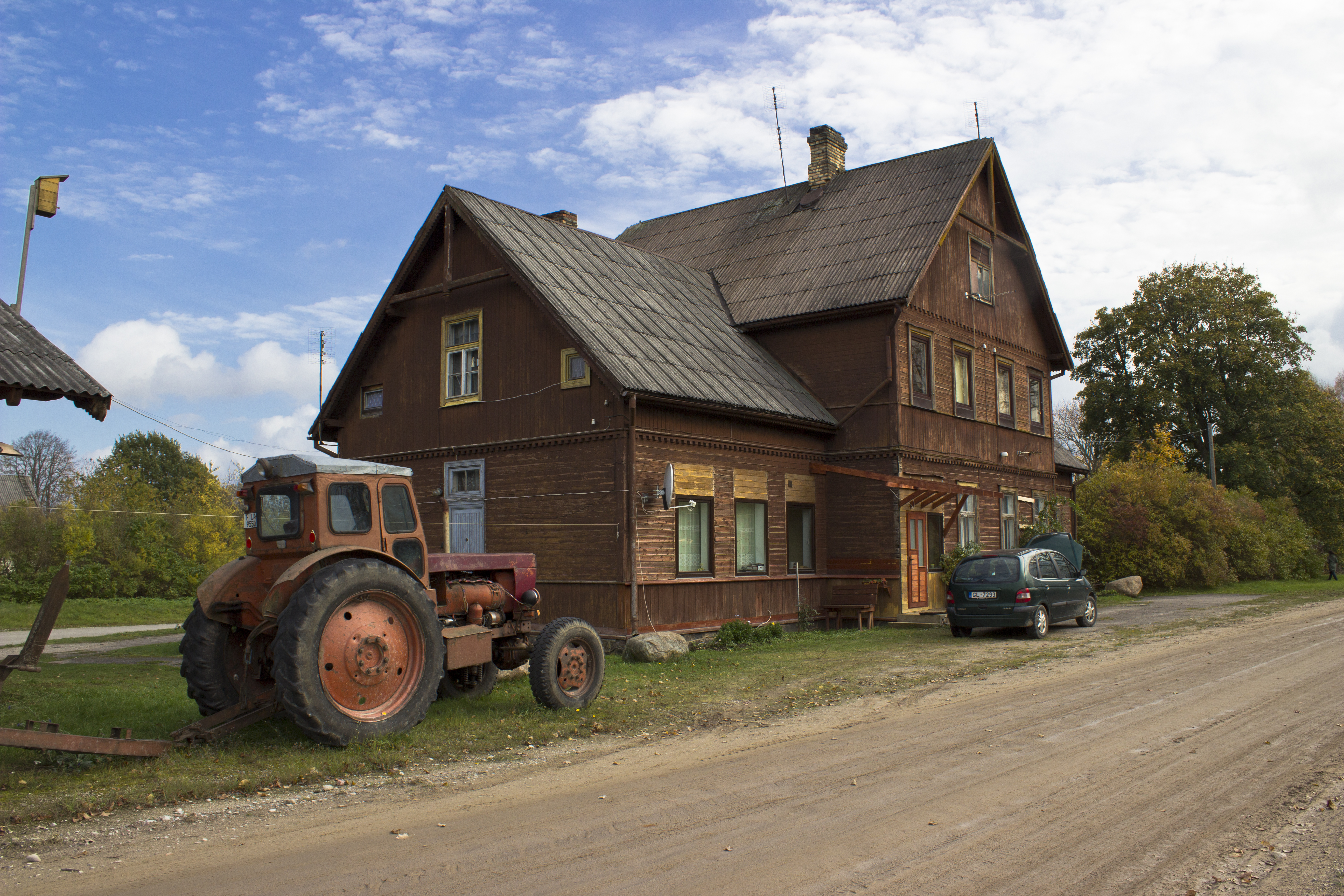
Ehemaliger Bahnhof
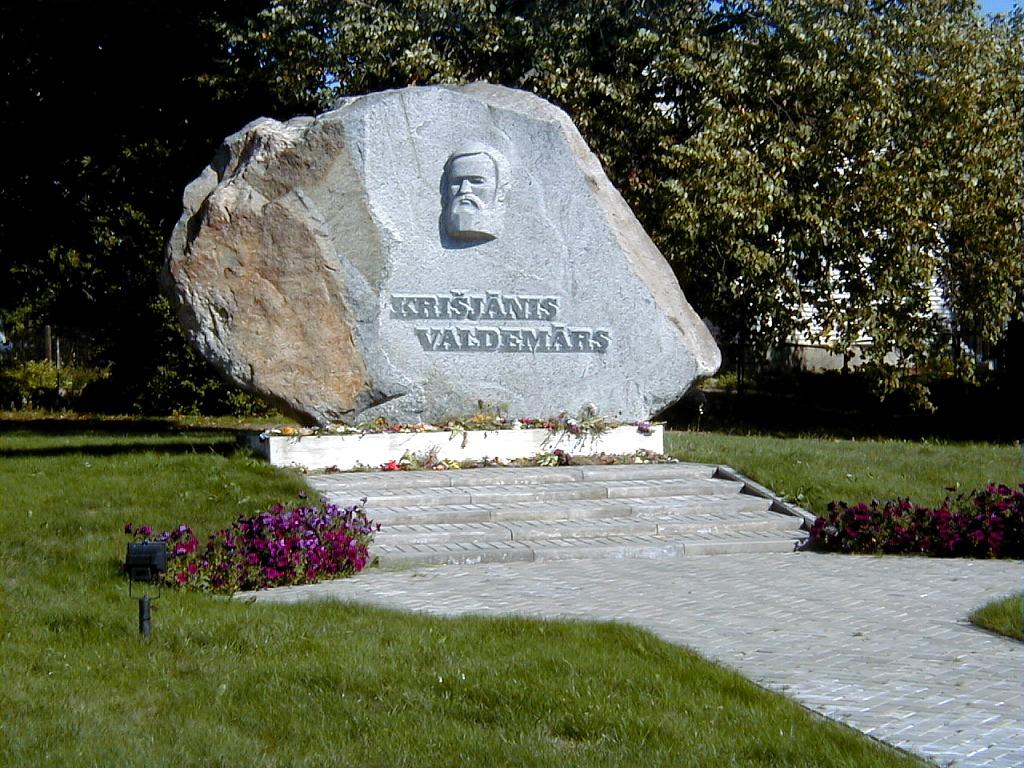
Krišjānis-Valdemārs-Memorial

## Persönlichkeiten
- Paula Brivkalne (1907–1990), Opernsängerin